# Leningrads kärnkraftverk
För andra betydelser, se Leningrad (olika betydelser).
Leningrads kärnkraftverk (ryska: Ленинградская АЭС) är ett kärnkraftverk som ligger i byn Sosnovyj Bor, på södra sidan av Finska viken, ca 70 km väster om Sankt Petersburg. Kärnkraftverket har behållit sitt namn trots att den närliggande staden bytte namn 1991.

## Anläggning
Verket bestod ursprungligen av fyra reaktorer av typen RBMK-1000, där den första stängdes den 21 december 2018. De kan producera 925 MWe var. De två äldsta reaktorerna byggdes 1974 och 1976, de två nyare 1980 och 1981. Dessa äldre RBMK-reaktorer kommer inom några år att ersättas av fyra nyare reaktorer av VVER-typ.
I oktober 2018 togs reaktorn Leningrad II-1 i kommersiell drift. Ytterligare en reaktor, Leningrad II-2 togs i kommersiell drift den 18 mars 2021. Det finns även planer på att bygga Leningrad II-3 och II-4.

## Skydd och bevakning
Anläggningen skyddas av ett regemente och en patrullbåtsdivision från Ryska federationens inrikestrupper.

## Reaktorer
Alla data från IAEA PRIS.
| Station          | Typ           | Netto- kapacitet | Byggstart  | Första nät- anslutning | Start kommer- siell drift | Stoppad    |
| ---------------- | ------------- | ---------------- | ---------- | ---------------------- | ------------------------- | ---------- |
| Leningrad - 1    | RBMK-1000     | 925 MWe          | 1970-03-01 | 1973-12-21             | 1974-11-01                | 2018-12-21 |
| Leningrad - 2    | RBMK-1000     | 925 MWe          | 1970-06-01 | 1975-07-11             | 1976-02-11                | 2020-11-10 |
| Leningrad - 3    | RBMK-1000     | 925 MWe          | 1973-12-01 | 1979-12-07             | 1980-06-29                |            |
| Leningrad - 4    | RBMK-1000     | 925 MWe          | 1975-02-01 | 1981-02-09             | 1981-08-29                |            |
| Leningrad II - 1 | VVER-1200/491 | 1 085 MWe        | 2008-10-25 | 2018-03-09             | 2018-10-29                |            |
| Leningrad II - 2 | VVER-1200/491 | 1 085 MWe        | 2010-04-15 | 2020-10-22             | 2021-03-18                |            |
| Leningrad II - 3 | VVER-1200/491 | 1 085 MWe        | Planerad   |                        |                           |            |
| Leningrad II - 4 | VVER-1200/491 | 1 085 MWe        | Planerad   |                        |                           |            |

### Produktion Leningrad Block 1-4, 1974–2023 (TWh/år)
Produktion (TWh/år)År024681019741981198819952002200920162023Block 1Block 2Block 3Block 4